# Millettia comosa
Millettia comosa är en ärtväxtart som först beskrevs av Marc Micheli, och fick sitt nu gällande namn av Lucien Leon Hauman. Millettia comosa ingår i släktet Millettia och familjen ärtväxter. Inga underarter finns listade i Catalogue of Life.